# Halston (Modedesigner)

Halston (links) mit Andy Warhol und dem Model Nancy North in Versailles, 1973

Halston (* 23. April 1932 als Roy Halston Frowick in Des Moines, Iowa; † 26. März 1990 in San Francisco, Kalifornien) war ein US-amerikanischer Modedesigner.
Er erlangte in den 1960er und 70er Jahren als Modeschöpfer nahezu Kultstatus in den USA. Ab 1960 wurde er zunächst als Hutmacher mit dem sogenannten Pillbox-Hut für Jacqueline Kennedy bekannt, bevor er sein Sortiment ab Ende der 1960er Jahre um Damenmode und später in Lizenz auch Herrenmode, Accessoires und Parfüm erweiterte. Seine eleganten, langen Kleider oder Kopien seines Stils waren populäre Kleidungsstücke in den bekannten Nachtclubs und Diskotheken der 1970er Jahre wie dem Studio 54 in New York City.

## Leben und Unternehmen
Er wurde 1932 in Des Moines geboren. Nach seiner Schulzeit an der Bosse High School in Evansville, Indiana, die er 1950 beendete, studierte er an der Universität Indiana. Als seine Familie nach Chicago zog, brach er das Studium ab, begann einen Abendkursus an der School of the Art Institute of Chicago und arbeitete als Schaufensterdekorateur in Chicago. Ab 1952 kreierte er Hutmode für Damen und verkaufte sie in dem Friseursalon seines damaligen Partners. Erste größere Bekanntheit erlangte er durch einen Artikel in der Zeitung Chicago Daily News, die über seine Hutkreationen berichtete. 1957 eröffnete er sein erstes eigenes Hutmodegeschäft, den Boulevard Salon an der Einkaufsmeile North Michigan Avenue. Zu diesem Zeitpunkt übernahm er seinen Mittelnamen Halston als professionelles Markenzeichen.

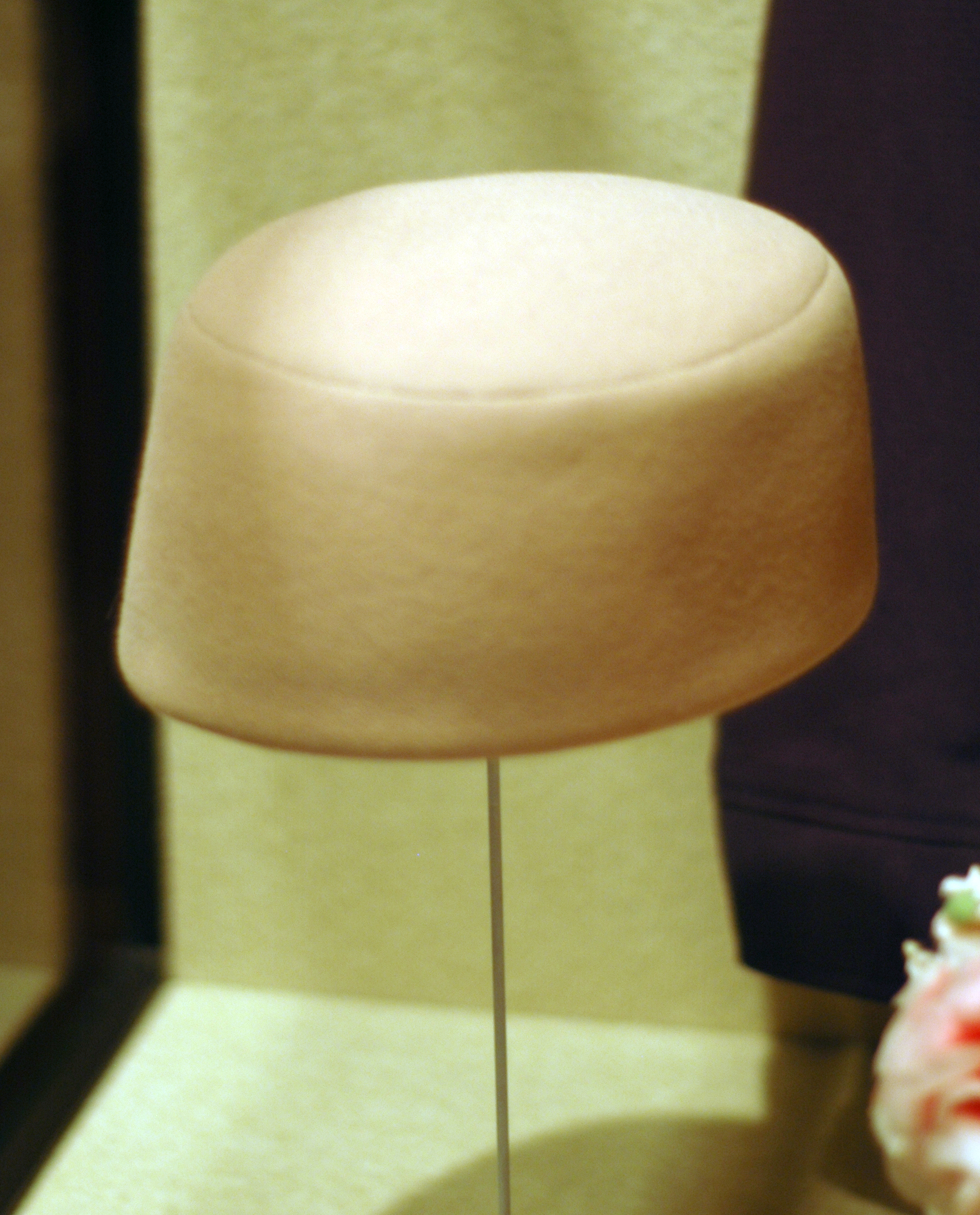
Pillbox-Hut für Jackie Kennedy

Ende 1957 ging er nach New York City, wo er für die Modistin Lilly Daché arbeitete und sich mit dem Modedesigner Charles James anfreundete, der sein Mentor wurde. Ein Jahr später erhielt Halston eine Anstellung als Modist bei dem exklusiven New Yorker Modegeschäft Bergdorf Goodman an der Fifth Avenue in Manhattan. National bekannt wurde er durch seine Kreation des Pillbox-Hutes, den Jacqueline Kennedy 1961 bei der Amtseinführung ihres Ehemannes, John F. Kennedy, trug. Jackie Kennedy machte Halston in der Folge zu ihrem privaten Hutdesigner.
1966 begann Halston mit einer Kollektion von 25 Teilen mit Damenmode, die sich über die Jahre so erfolgreich entwickelte, dass das US-amerikanische Magazin Newsweek ihn 1972 als “premier fashion designer of all America” (deutsch: „Modedesigner Nummer 1 von ganz Amerika“) bezeichnete. 1968 hatte er sein Unternehmen Halston Limited gegründet und einen eleganten Modesalon auf der Madison Avenue in Manhattan eröffnet, der abends als Schauplatz exklusiver Einladungen diente. Halstons Modeentwürfe, die dem internationalen Stil des Jet Set jener Zeit entsprachen, wurden unter anderem in den 1960er und 1970er von Bianca Jagger, Liza Minnelli, Anjelica Huston, Lauren Bacall, Babe Paley und Elizabeth Taylor getragen. Andy Warhol zählte zu Halstons Freunden.
Da seine prominenten Kundinnen nach maßgefertigten Kleidungsstücken verlangten, rief Halston neben seiner hochpreisigen Prêt-à-porter-Modelinie eine handgefertigte Haute-Couture-Kollektion im obersten Preissegment ins Leben. Halstons Stil galt als typisch amerikanisch und umfasste elegante, minimalistische Entwürfe aus edlen Materialien, die den Körper der Kundin umschmeichelten. Lange, schmale Kleider oder luftige Hosenanzüge aus Seide, wallende Schals aus Chiffon oder Kaftane aus hauchdünnem Wildleder waren Halston-Klassiker.
1973 verkaufte er sein Geschäft für ca. 12 Millionen Dollar in Aktien an den Mischkonzern Norton Simon, Inc. und blieb als Geschäftsführer und Chefdesigner im Unternehmen. Für das Halston-Sortiment, das mittlerweile Damenmode, Herrenmode, Wohntextilien, Accessoires, Gepäck und Kosmetik umfasste, wurden Lizenzen vergeben. Der Zeitraum bis in die frühen 1980er Jahre gilt als die Blütezeit der Marke Halston. Halston-Mode verkaufte sich äußerst erfolgreich und auch das Halston-Parfüm in einem von Elsa Peretti entworfenen Flacon war ein Kassenschlager. 1978 verlegte Halston sein Designatelier in weitläufige, minimalistisch eingerichtete Geschäftsräume im Olympic Tower.
1983 wurde Norton Simon, und damit auch Halston, von dem Mischkonzern Esmark aufgekauft, der 1984 selbst von Beatrice Foods übernommen wurde. Halston entwarf in dieser Zeit, neben seinen hochpreisigen Entwürfen, in Zusammenarbeit mit dem US-amerikanischen Einzelhändler J. C. Penney eine niedrigpreisige Modelinie für den Massenmarkt, wofür ihn die etablierte Modewelt verachtete. Schon 1983 hatte Esmark nach Differenzen über die Geschäftsführung Halston von allen Posten in seinem eigenen Unternehmen entbunden. Die Haute-Couture-Linie wurde aufgegeben. 1986 kaufte Revlon die Marke Halston.
Halston war für seinen ausschweifenden Lebensstil inklusive Drogenmissbrauch bekannt und mit seinen Promi-Freunden eine bekannte Figur im New Yorker Nachtleben der 1960er und 70er Jahre. Er lebte offen homosexuell in New York City. Er starb 1990 im Alter von 57 Jahren in San Francisco an den Folgen von AIDS.

## Die Marke Halston nach Halston
1991 übernahm der Kosmetikkonzern Borghese das Unternehmen Halston und tat sich bis Ende der 1990er Jahre schwer damit, die einst glanzvolle Marke am Leben zu halten. 1996 wurde die Halston-Modelizenz an den Modehersteller Tropic Tex International vergeben, der den bekannten Modedesigner Randolph Duke einsetzte, um die Marke, letztendlich wenig erfolgreich, wiederzubeleben. 1998 kaufte die Beteiligungsgesellschaft Catterton Partners das Unternehmen und verkaufte es bereits ein Jahr später an den Textilhersteller Neema Clothing. Über die Jahre wechselten die Chefdesigner für die in dieser Zeit wenig erfolgreiche Marke Halston, zu denen unter anderem Kevan Hall, Craig Natiello (zuvor bei Bill Blass), Piyawat Pattanapuckdee (zuvor bei Anne Klein) und Bradley Bayou zählten.
2007 übernahm der Filmproduzent Harvey Weinstein mit Hilco Consumer Capital die Marke Halston und setzte mit Unterstützung der Jimmy-Choo-Managerin Tamara Mellon und der Stylistin Rachel Zoe den ehemaligen Versace-Designer Marco Zanini als Modeschöpfer bei Halston ein. Zoe und Zanini verließen das Unternehmen 2008. Unter dem neuen Chefdesigner Marios Schwab wurde die Zweitlinie Halston Heritage lanciert, unter deren Namen der modernen Zeit angepasste Halston-Klassiker neu aufgelegt wurden. 2009 wurde werbewirksam die Schauspielerin Sarah Jessica Parker zur Geschäftsführerin und Chefdesignerin von Halston Heritage ernannt. Interne Differenzen über die strategische Ausrichtung der Marke führten dazu, dass Weinstein, Mellon, Schwab und Parker das finanziell angeschlagene Unternehmen Halston 2011 verließen. Die Hauptlinie Halston wurde auf Eis gelegt. Die im Februar 2011 bei der New York Fashion Week aufgeführte Modenschau für Herbst/Winter 2011 war bislang die letzte des Labels.

### Die Marke heute
Der ehemalige Geschäftsführer der Modegruppe BCBG Max Azria Group, Ben Malka, übernahm Halston mit eigenem Kapital und Geschäftspartnern Mitte 2011. Malka verlegte den Firmensitz von New York nach Los Angeles, bestellte die ehemalige BCBG-Designerin Marie Mazelis als Modeschöpferin für Halston und konzentriert sich seither auf die Zweitlinie Halston Heritage im oberen Mittelpreissegment. Bis Ende 2013 wurden sieben Halston-Ladengeschäfte in den USA, unter anderem in Manhattan und Kalifornien, und ein weltweiter Onlineshop eröffnet; weitere Ladengeschäfte sind laut Unternehmen geplant. Ende 2014 verkaufte Malka die neu gegründeten Untermarken H by Halston (Schuhe) und H Halston (Modelinie) für ca. 27,7 Millionen US-Dollar an das New Yorker Unternehmen Xcel Brands.
Im Frühjahr 2019 kaufte Xcel Brands auch die restlichen Anteile an Halston von Malka, der von 2014 bis Herbst 2019 einen Aufsichtsratsposten bei Xcel bekleidete, und vertreibt seither mit dem kanadischen Textilhersteller Groupe JS International Damenmode unter der Hauptmarke Halston und der günstigeren Zweitlinie Halston Heritage. Die stationären Ladengeschäfte wurden geschlossen. Als Halston-Chefdesigner berief Xcel Anfang 2020 den Amerikaner Robert Rodriguez. Die Marken H by Halston (Vertrieb via QVC) und H Halston (Vertrieb über Mittelpreis-Kaufhäuser) lässt Xcel seit 2015 von dem Luxus-Secondhandmode-Verkäufer Cameron Silver aus Los Angeles entwerfen.

## Rezeption
Die unter der Regie von Daniel Minahan entstandene Netflix-Miniserie Halston (2021) beschäftigt sich mit dem Leben von Roy Halston Frowick, der in der Serie von Ewan McGregor verkörpert wird.